# José Padilla

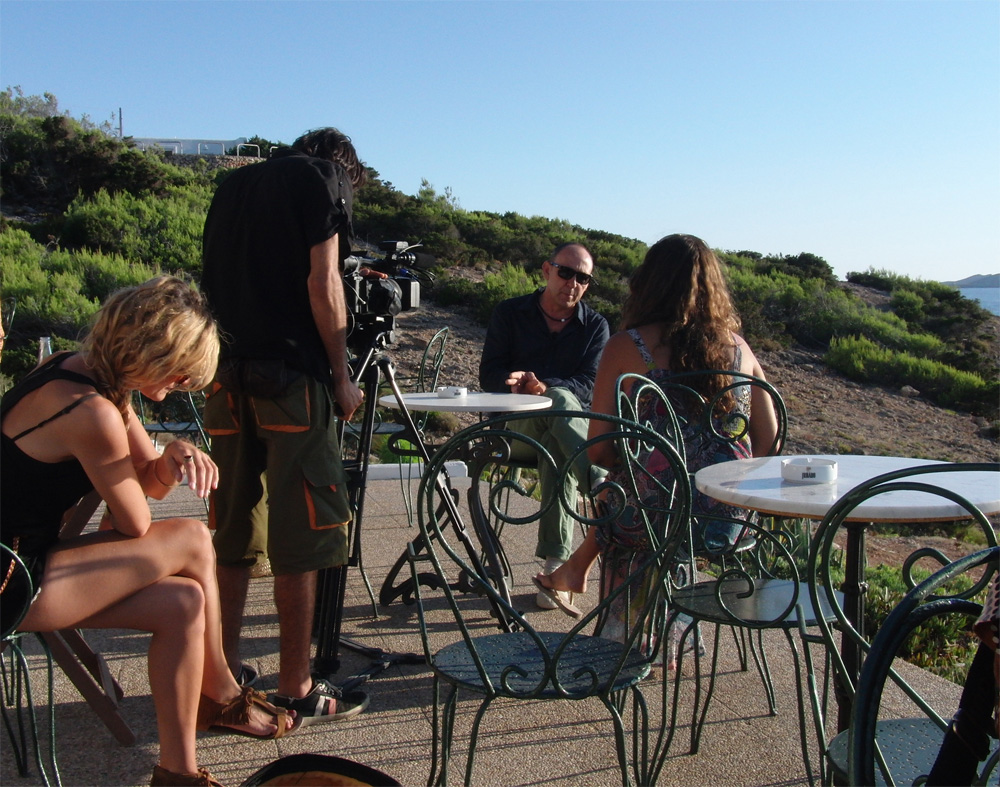
José Padilla podczas wywiadu w Hostal La Torre, Ibiza 2011

José Padilla (ur. 4 grudnia 1955 w Barcelonie, zm. 18 października 2020 w Ibizie) – hiszpański DJ i producent muzyczny. 
Był przedstawicielem gatunku ambient. Stał się sławny dzięki swej pracy jako DJ w Café del Mar na Ibizie.

## Wybrana dyskografia
- Agua (Café del Mar vol.1 1994)
- Sabor de Verano (Café del Mar vol. 2 1995)
- Walking on Air (Café del Mar vol. 3 1996)
- One Day in Paradise (1997)
- Souvenir (1998)
- Hotel Micuras (2006)
- Café Solo vol. 1 (Resist 2006)
- Café Solo vol. 2 (Resist 2007)
- Ibiza Sundowner (EMI Music 2012)